# ペトロノール
ペトロレオス・デル・ノルテ S.A. (Petroleos del Norte S.A.)、通称ペトロノール (Petronor)は、スペイン・バスク自治州ビスカヤ県に本社を持つ石油・ガス企業。ペトロノールの株式の85.98%はレプソルが、14.02%はクチャバンク（バスク自治州の貯蓄銀行）が所有している。

## 歴史
1968年11月30日、バスク地方のビスカヤ県ビルバオに設立された。オリジナルのロゴはホセ・マヌエル・デ・センダゴルタがデザインし、現在は改良を加えたロゴを使用している。特にスペイン北部の広範な地域にガソリンスタンド網を有している。主要な生産施設はビスカヤ県ムスキス、アバント・イ・シエルバナに所在している。現在、ペトロノールの製油所は年間1,100万トンの石油・天然ガスを生産する容量を持ち、スペイン最大の規模を誇る。
2007年には売上高が5億5,850万ユーロに達し、収益を18%増加させて2億9,500万ユーロとした。2008年には前年より生産量を増加させたが、収益は前年より55%減少して1億3,400万ユーロとなった。2008年7月、バスク民族主義党(PNV)の政治家であり化学博士のヨス・ヨン・イマスが会長に就任した。

### スポンサード
1984年からはボート競技大会のペトロノール旗(Bandera Petronor)の冠スポンサーを務めている。1994年には自転車競技チームのエウスカディ＝ペトロノールのメインスポンサーとなり、3年間スポンサーを務めた。1997年にはペトロノールに代わってエウスカルテル（通信会社）がメインスポンサーを引き継ぎ、エウスカルテル・エウスカディとして2013年まで存続した。2008年にはサッカークラブのアスレティック・ビルバオのシャツスポンサーとなり、3年間で600万ユーロのスポンサー料を支払う代わりに、ユニフォームの胸部分にペトロノールの広告を挿入した。アスレティック・ビルバオがユニフォームの胸部分に企業名を入れるのはクラブ創設110年目にして初のことだった。2011年にはアスレティック・ビルバオとの契約を更新した。

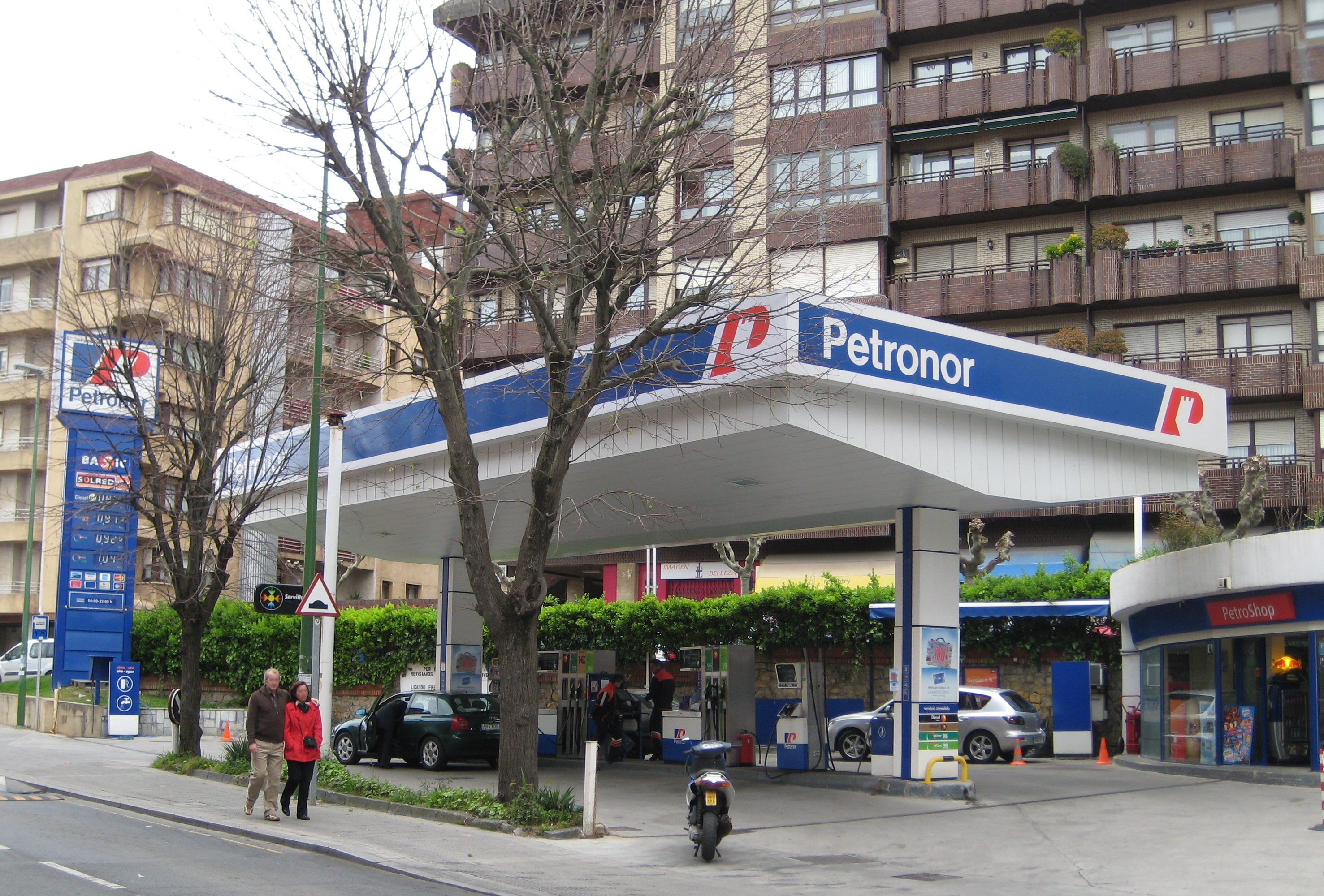
バスク州ビスカヤ県アルゴルタにあるガソリンスタンド
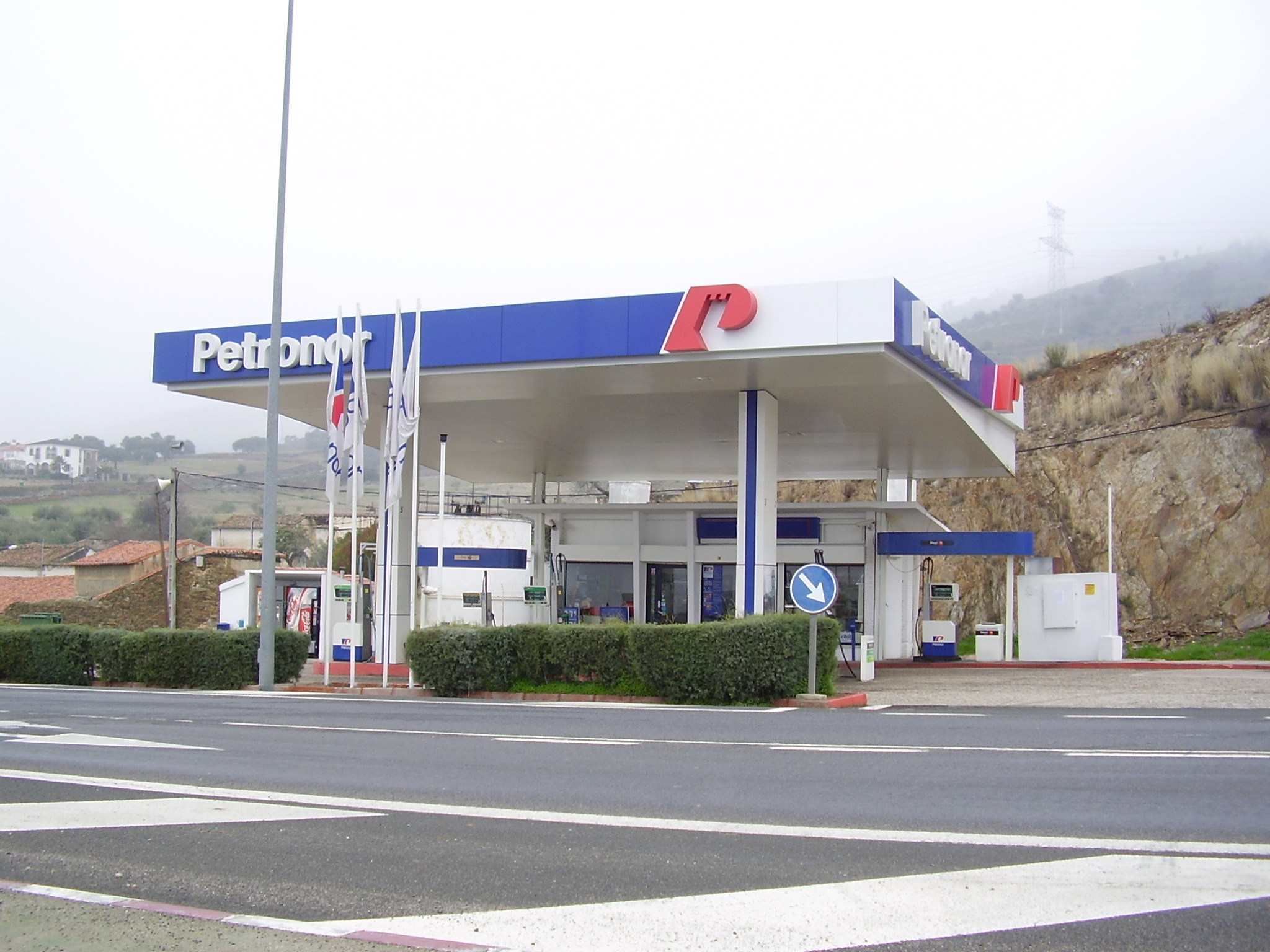
エストレマドゥーラ州カセレス県カニャベラルにあるガソリンスタンド
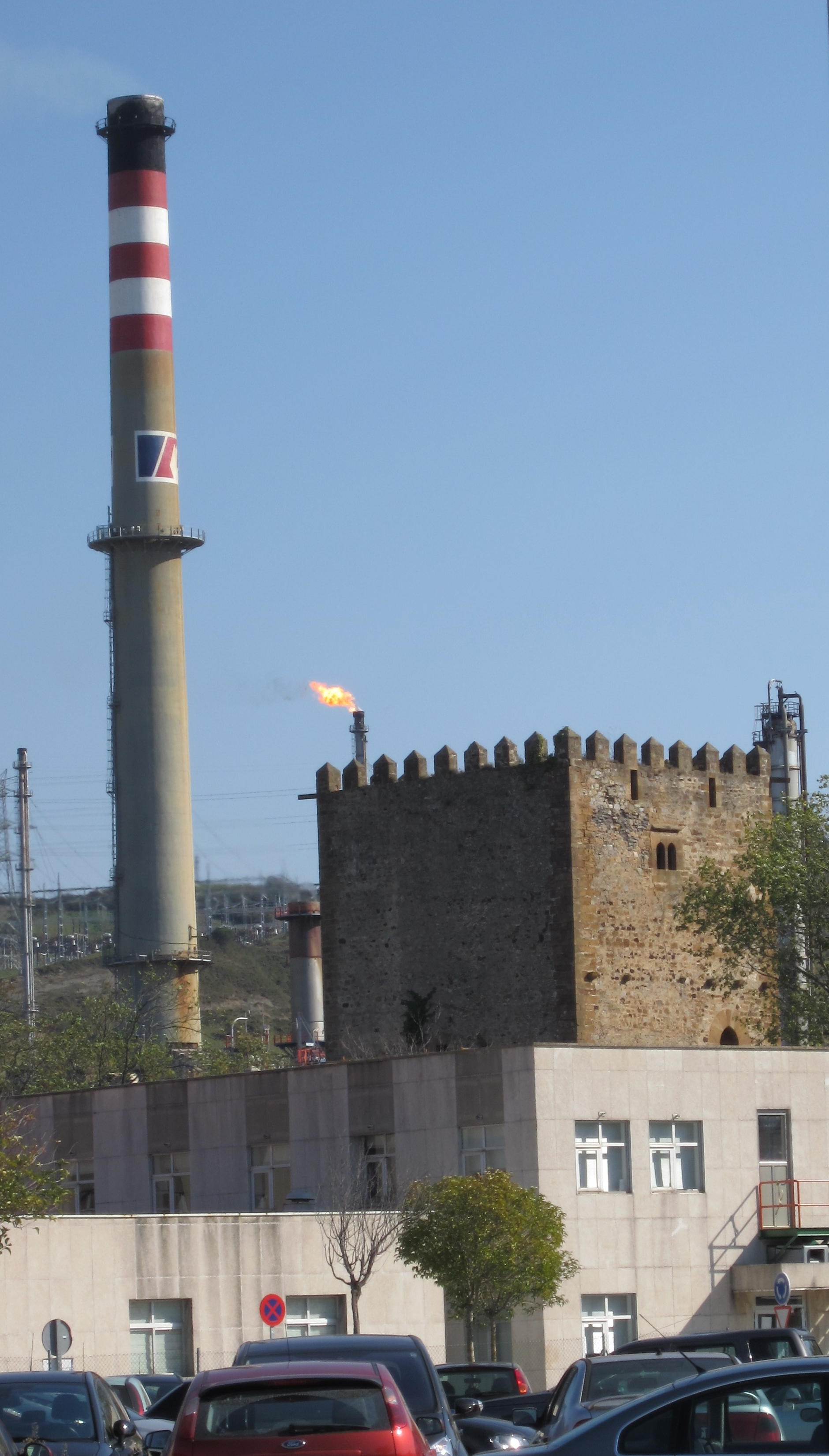
ビスカヤ県ムスキスのムニョトネス城とペトロノールの施設